# 毛人魚
毛人魚（Auvekoejak）是格陵蘭和加拿大北部的因紐特人民間傳說中，一種全身長滿毛的男性人魚。

## 概要
毛人魚外表和人類相似，除了鰭和尾巴外，全身長滿了毛。它不會對人類構成直接危險，但會在北極水域中悄悄滑行，貪婪的吞噬整群魚群，因此會對捕魚業造成巨大破壞。來訪的探險家曾指出這些多毛的人魚與海牛或海豹的相似之處，但因紐特人堅稱它們是完全不同的生物。